# فارا جيرا دادا
فارا جيرا دادا (بالإيطالية: Fara Gera d'Adda)‏ هي بلدية في مقاطعة بيرغامو في إقليم لومبارديا في إيطاليا.

## السكان
في سنة 1861 بلغ عدد السكان 1٬474 نسمة، وتطور العدد ليصل في سنة 2011 لـ 7٬913 نسمة.
يظهر هذا المخطط البياني تطور النمو السكاني لـ فارا جيرا دادا